# 马卡达战役
马卡达战役是指叙利亚内战期间发生在哈塞克省马卡达镇（Markada）的一场军事冲突，交战双方是同属反对派阵营的“努斯拉阵线”与“伊拉克和黎凡特伊斯兰国”（ISIS）。该镇对于ISIS具有战略意义，因为该镇位于该组织从伊拉克获得军火补给的路线之上，同时该镇也处于连接哈塞克和代尔祖尔的道路上。这座小镇位于山上，可以控制四周的地区。

## 战役经过
这场战役爆发于2014年3月21日，战斗发生于马卡达的谷仓附近。有27名努斯拉阵线成员在战斗中丧生，还有多人失踪。
在3月27日早晨，ISIS的成员向努斯拉阵线占领的马卡达镇发动进攻。ISIS成功迫使努斯拉阵线撤到镇内的医院以及远处可以眺望该镇的山上。
在3月29日黎明之前，镇内再次爆发冲突。当时ISIS向努斯拉阵线占据的医院和山上的阵地发动进攻。战斗中有43名努斯拉阵线成员和13名ISIS成员丧生，死者中包括ISIS在哈塞克省的最高指挥官Omar al-Farouk al-Turki。战斗之后小镇完全被ISIS控制而努斯拉阵线被迫向位于代尔祖尔省东部乡村地区的al-Sour镇撤退。战斗中还有很多努斯拉阵线成员被俘。
3月31日，努斯拉阵线发动反攻试图重新夺回该镇。截止当天，在战斗中已经有120名双方的武装分子丧生。